# Vojin Bakić
Pour les articles homonymes, voir Bakić.
Vojin Bakić (en serbe : Војин Бакић), né le 5 juin 1915 à Bjelovar (Croatie, à l'époque en Autriche-Hongrie) et mort le 18 décembre 1992 à Zagreb (Croatie), est un sculpteur croate d'origine serbe.